# 竹内良太
竹内 良太（たけうち りょうた、1982年9月22日 - ）は、日本の男性声優。兵庫県神戸市出身。青二プロダクション所属。妻は同じく声優の寺島愛。

## 略歴
物心ついた時から母子家庭で育っており、震災も経験するうちに、「なぜこの家には父親が居ないのか」と憤りを感じ、父親を見返したいと考えるようになった。テレビのスタッフロールに自分の名前が出ればそれができるのではないかと考えていた時、友人の誘いで高校の文化祭で劇に出演し、そこで演じることの面白さを感じる。
大阪アニメーションスクール、日本ナレーション演技研究所出身。かつては澪クリエーション、アーツビジョンに所属していた。
かつては派遣社員と二足のわらじを履いていた。2011年に発売のPlayStation 3・Xbox 360用ソフト『エルシャダイ』にルシフェル役で出演し、ブレイクを果たす。この役が来る少し前までは声優をやめることも考えていた。
2019年11月30日、長年所属していたアーツビジョンを退所し、翌12月1日から青二プロダクションに所属になったことを公式ブログにて発表。

## 人物
趣味・特技は剣道、弓道、オートバイ、ツーリング、動画編集、ハンドメイド。資格・免許は普通自動車免許（MT車）、大型二輪免許。
声域はバス・バリトン。地声は元々高かったが、ドスの利いた悪役などに憧れていたためどうしても声を低くしたくなり、耳鼻咽喉科に相談に行きトレーニング方法を教えて貰い、それを4、5年やり続けた結果、今の声になったという。方言は関西弁。
妻の寺島愛とその弟の寺島博樹の3人ユニット「ØGauge」のメンバーとしても活動している。
竹内自身は末っ子で、2人の兄がいる。その兄たちとは竹内が2歳くらいの時に別れたため、竹内はその兄たちとはあまり記憶がなかった。2019年3月にその兄たちとは35年ぶりに再会しており、その兄たちは竹内のことについては結構覚えていたという。
自他共に認める猫好き。子供の頃に数匹の猫を飼っていたが小６の時に震災に遭い、猫たちは施設に引き取られた。そして結婚後に保護猫の里親になったことで、再び猫と暮らす生活を始めた（2025年春の時点で４匹）。雑誌「猫びより」のインタビューで、『（ＴＶアニメ：ニャイト・オブ・ザ・リビングキャットで）すべての猫に愛情を注ぐガクさんを演じられることがうれしい』と答えている。
本人に無断で学習・生成される生成AI音声や映像に反対する有志の会『NOMORE 無断生成AI』に参加した。

## 出演
太字はメインキャラクター。

### テレビアニメ
2008年
- 今日からマ王（兵士、リーダー）
- NARUTO -ナルト- 疾風伝（火の寺の忍僧、木ノ葉の暗部、仮面の忍、ダルイ）
- ロザリオとバンパイア（アナウンサー）

2009年
- クイーンズブレイド 流浪の戦士（観客B）
- 真マジンガー 衝撃!Z編 on television（あしゅら兵）
- DARKER THAN BLACK -流星の双子-（タトゥーショップの店員）
- 戦う司書 The Book of Bantorra（ガモ）
- PandoraHearts（酒場客D）

2010年
- 書家（三角）
- STAR DRIVER 輝きのタクト（マスター）
- はなまる幼稚園（父兄）
- HEROMAN（ヒーローマン、サム、スクラッグ兵、エル、イアン、ヒトモドキ、首脳B 他）

2011年
- 青の祓魔師（2011年 - 2025年、経堂直哉、修道士） - 3シリーズ
- クロスファイト ビーダマン（2011年 - 2013年、ドラヴァイス） - 2シリーズ
- GOSICK -ゴシック-（警官、ルパートの部下B）
- THE IDOLM@STER（黒服A）
- 日常（兵士、小木、お付き、兵士98番、師範代）
- へうげもの（前波勝秀）
- ファイ・ブレイン 神のパズル（背広男、黒服）
- 未来日記（TVアナウンサー）

2012年
- 境界線上のホライゾンII（フランシス・ドレイク）
- トータル・イクリプス（ガイロス・マクラウド）
- トリコ（ラップ）
- ROBOTICS;NOTES（ジェイ）

2013年
- キューティクル探偵因幡（蔵見虎泰）
- きんいろモザイク（カレンのパパ）
- 断裁分離のクライムエッジ（ホテルマン）
- NARUTO -ナルト- SD ロック・リーの青春フルパワー忍伝（ダルイ）
- ハイスクールD×D シリーズ（2013年 - 2018年、アルビオン） - 3シリーズ
- マギ（イサアク）

2014年
- 異能バトルは日常系のなかで（戸木柊吾）
- 俺、ツインテールになります。（バッファローギルディ）
- ガイストクラッシャー（エンペラー・ワイバーン）
- キャプテン・アース（MCの男）
- キルラキル（大林九二）
- 健全ロボ ダイミダラー（ヨーゼフ）
- ゴールデンタイム（アニ）
- 戦国無双（2014年 - 2015年、上杉景勝、片倉小十郎） - 1シリーズ + 特別編
- そにアニ -SUPER SONICO THE ANIMATION-（北村マネージャー）
- DRAMAtical Murder（蓮）
- とある飛空士への恋歌（マルコス・ゲレロ）
- ハイキュー!!（2014年 - 2020年、牛島若利） - 5シリーズ
- ヒーローバンク（由利露藩）
- 魔法少女大戦（ししく）
- 名探偵コナン（2014年 - 2024年、隣の住人、松尾竜二、村沢周一、小牧智、運転手）
- Re:␣ ハマトラ（石神）

2015年
- アルドノア・ゼロ（バルークルス） - 2025年に総集編『アルドノア・ゼロ（Re+）』劇場上映
- 暗殺教室（シロ / 柳沢誇太郎）
- オーバーロード（ダイン・ウッドワンダー）
- GATE 自衛隊 彼の地にて、斯く戦えり（グラハム・モーリス）
- DIABOLIK LOVERS MORE,BLOOD（謎の声）
- ヘヴィーオブジェクト（ハルリード＝コパカバーナ）
- ヤング ブラック・ジャック（ウルフ）
- 夜ノヤッターマン（サブロー将軍）
- 落第騎士の英雄譚（砕城雷）
- 乱歩奇譚 Game of Laplace（キタミ）

2016年
- アクティヴレイド -機動強襲室第八係- 2nd（山城）
- ALL OUT!!（和田敏郎）
- 機動戦士ガンダム 鉄血のオルフェンズ（2016年 - 2017年、ジャスレイ・ドノミコルス）
- 紅殻のパンドラ（ミスター・フライド）
- 最弱無敗の神装機竜（ディスト・ラルグリス）
- 坂本ですが?（不良）
- ジョーカー・ゲーム（ジャン・ヴィクトール）
- だがしかし（パチパチ）
- Dimension W（ジェイソン・クライスラー）
- ナースウィッチ小麦ちゃんR（ねこP 、肉屋）
- パズドラクロス（ラジオDJ）
- バトルスピリッツ ダブルドライブ（町長）
- マジきゅんっ!ルネッサンス（教師）

2017年
- タイムボカン24（土方歳三）
- ベイブレードバースト（蒼井ケント）
- ACCA13区監察課（クラム）
- 鬼平（定六）
- 進撃の巨人（トーマ）
- ゼロから始める魔法の書（村長）
- クロックワーク・プラネット（ベルモット）
- 有頂天家族2（鬼）
- デュエル・マスターズ（2017年 - 2022年、アイアム / I am、槍の声、邪王来混沌三眼鬼） - 3シリーズ
- ナイツ&マジック（アンブロシウス・タハヴォ・フレメヴィーラ青年期）
- 僕のヒーローアカデミア（2017年 - 2020年、面構犬嗣） - 2シリーズ
- BORUTO-ボルト- NARUTO NEXT GENERATIONS（2017年 - 、ダルイ）
- キラキラ☆プリキュアアラモード（ディアブル）
- 魔法使いの嫁（2017年 - 2023年、エリアス・エインズワース） - 3シリーズ
- 3月のライオン（隈倉健吾）
- カードファイト!! ヴァンガードG Z（2017年 - 2018年、ヴァレオス）
- UQ HOLDER! 〜魔法先生ネギま!2〜（黒棒）
- 銀魂.（一星）
- いぬやしき（鮫島の手下）
- 魔法陣グルグル（キタジ）

2018年
- ラーメン大好き小泉さん（高木）
- ハクメイとミコチ（ヒガキ）
- バジリスク 〜桜花忍法帖〜（醜郎）
- 銀河英雄伝説 Die Neue These 邂逅（アーダルベルト・フォン・ファーレンハイト）
- アイドリッシュセブン（ダグラス・ルートバンク）
- 信長の忍び（下間頼廉）
- 食戟のソーマ シリーズ（2018年 - 2020年、イストワール） - 3シリーズ
- アンゴルモア 元寇合戦記（火垂）
- はたらく細胞（メモリーT細胞）
- CONCEPTION（店員）
- 叛逆性ミリオンアーサー（2018年 - 2019年、レスター、マーク） - 2シリーズ
- ONE PIECE（2018年 - 2024年、シャーロット・ババロア、霜月牛マル、ハムレット、コタツ、酒場の男〈フランキーファン〉）

2019年
- 火ノ丸相撲（天王寺獅童）
- モブサイコ100 II（客、呪い男）
- ブギーポップは笑わない（榊原弦）
- 爆丸バトルプラネット（2019年 - 2020年、イチロー・カザミ）
- ギヴン（矢岳光司）
- Dr.STONE（2019年 - 2023年、ジャスパー） - 2シリーズ
- ヴィンランド・サガ（2019年 - 2023年、アスゲート） - 2シリーズ
- けだまのゴンじろー（毛モス）
- ACTORS -Songs Connection-（臼杵鷲帆）
- カードファイト!! ヴァンガード（2019年 - 2020年、海津ルウガ）
- Z/X Code reunion（警察官）

2020年
- ID:INVADED イド:インヴェイデッド（名探偵 穴井戸 / 富久田保津）
- ゲゲゲの鬼太郎（第6作）（オイン）
- GREAT PRETENDER（サラザール）
- 天晴爛漫!（ホトトの仇、保安官）
- ジビエート（ハルバート）
- 100万の命の上に俺は立っている（ビムズバーグ）
- 戦翼のシグルドリーヴァ（竹内・博）
- 神様になった日（伊座並父）

2021年
- 天地創造デザイン部（海原）
- IDOLY PRIDE（麻奈の父、司会者、司会）
- 真・中華一番!（ロタツ）
- スーパーカブ（運転手）
- セスタス -The Roman Fighter-（エムデン）
- SDガンダムワールド ヒーローズ（信長ガンダムエピオン）
- SCARLET NEXUS（ゲンマ・ギャリソン）
- TSUKIPRO THE ANIMATION 2（安経）
- 現実主義勇者の王国再建記（ベオウルフ）
- 東京リベンジャーズ（店長）
- ワールドトリガー（ミカエル・クローニン）
- テスラノート（オマール）
- 逆転世界ノ電池少女（真国上層部A）
- 結城友奈は勇者である -大満開の章-
- 魔法科高校の劣等生 追憶編（桧垣ジョセフ）

2022年
- プラチナエンド（ヤゼリ）
- 幻想三國誌 -天元霊心記-（関羽）
- 賢者の弟子を名乗る賢者（学園長）
- デジモンゴーストゲーム（ダークリザモン）
- マジカパーティ（ドラゴキャッスル〈光・闇〉）
- 骸骨騎士様、只今異世界へお出掛け中（ゴエモン）
- 組長娘と世話係（桜樹一彦）
- メイドインアビス 烈日の黄金郷（ガブールン）
- ジョジョの奇妙な冒険 ストーンオーシャン（DアンG）
- BLEACH 千年血戦篇（2022年 - 2024年、死神、アルゴラ・ララウ） - 2シリーズ
- レゴ ニンジャゴー 〜スピン術バトルの使い手〜: 闇の復活編（カブキマスク）

2023年
- アルスの巨獣（ファザード）
- セブンボイスミュージアム〜名画と7人の巨匠たち〜（山側利夢叶）
- とんでもスキルで異世界放浪メシ（ラーシュ）
- 老後に備えて異世界で8万枚の金貨を貯めます（頭目）
- 六道の悪女たち（般東若之介）
- ライザのアトリエ 〜常闇の女王と秘密の隠れ家〜（モリッツ・ブルネン）
- 冒険大陸 アニアキングダム（コーカサスオオカブト）
- Paradox Live THE ANIMATION（西門直明）
- 聖剣学院の魔剣使い（ギリアン・クーパー）
- るろうに剣心 -明治剣客浪漫譚- (2023)（赤末有人）
- BEYBLADE X（2023年 - 2025年、丸湖カルロ）
- ラグナクリムゾン（2023年 - 2024年、タラテクトラ）

2024年
- ぶっちぎり?!（大英王太）
- 愚かな天使は悪魔と踊る（獣型悪魔）
- 戦国妖狐（毛の闇）
- 外科医エリーゼ（ランドル）
- ようこそ実力至上主義の教室へ 3rd Season（月城理事長代理）
- 狼と香辛料 MERCHANT MEETS THE WISE WOLF（領主）
- ハズレ枠の【状態異常スキル】で最強になった俺がすべてを蹂躙するまで（シュヴァイツ）
- ちびまる子ちゃん（旅人の声）
- 来世は他人がいい（橘葵）
- 青のミブロ（2024年 - 2025年、芹沢鴨）
- アサティール2 未来の昔ばなし（部族の男、ファリード）
- 魔王様、リトライ!R（モンキーマジック）

2025年
- ギルドの受付嬢ですが、残業は嫌なのでボスをソロ討伐しようと思います（シルハ）
- 天久鷹央の推理カルテ（熊川大二郎）
- SAKAMOTO DAYS（ミニマリスト） - 2シリーズ
- 異修羅（色彩のイジック）
- ウマ娘 シンデレラグレイ（巌唯一）
- ユア・フォルマ（セドフ）
- ニャイト・オブ・ザ・リビングキャット（ガク）

### 劇場アニメ
2000年代
- ストレンヂア 無皇刃譚（2007年）

2010年代
- 東のエデン 劇場版II Paradise Lost（2010年、後援会員B）
- 劇場版 花咲くいろは HOME SWEET HOME（2013年、松前綾人）
- コードギアス　亡国のアキト　第4章 「憎しみの記憶から」（2015年、ブロンデッロ）
- BORUTO -NARUTO THE MOVIE-（2015年、ダルイ）
- 劇場版 蒼き鋼のアルペジオ -アルス・ノヴァ- Cadenza（2015年）
- 劇場版 FAIRY TAIL -DRAGON CRY-（2017年、ドール）
- ノーゲーム・ノーライフ ゼロ（2017年、アルトシュ）
- 交響詩篇エウレカセブン ハイエボリューション1（2017年、ユウヅル通信士）
- 映画 妖怪ウォッチ FOREVER FRIENDS（2018年、河童 / 河童王サゴジョウ）
- ぼくらの7日間戦争（2019年、倉田）

2020年代
- 映画 ギヴン（2020年、矢岳光司）
- リョーマ！ The Prince of Tennis 新生劇場版テニスの王子様（2021年、フー）
- ドラゴンボール超 スーパーヒーロー（2022年、カーマイン）
- 劇場版 Collar×Malice -deep cover-（2023年、森丘創） - 前後編

### OVA
2000年代
- COBRA THE ANIMATION（2008年、兵士B）
- DOGS/BULLETS&CARNAGE（2009年、手下A）

2010年代
- ムダヅモ無き改革 -The Legend of KOIZUMI-（2010年、ナレーション）
- Holy Knight（2012年、木村大介）
- わんおふ -one off-（2012年、執事）
- ハイスクールD×D（2013年、社長） - 小説第15巻BD付限定版
- 魔法使いの嫁 星待つひと / 西の少年と青嵐の騎士（2016年 - 、エリアス・エインズワース）  - コミックス第6 - 8巻・第16巻 - 第18巻アニメーションDVD付き特装版
- モブサイコ100 第一回霊とか相談所慰安旅行〜ココロ満たす癒やしの旅〜（2019年、ニュースキャスター）

2020年代
- 岸辺露伴は動かない『ザ・ラン』（2020年、トレーナー）

### Webアニメ
2000年代
- いくぜっ! 源さん（2008年、参加者A）

2010年代
- A.I.C.O. Incarnation（2018年、篠山大輔）
- ULTRAMAN（2019年 - 2023年、ジャック） - 3シリーズ
- ケンガンアシュラ（2019年 - 2023年、鷹風切己） - 2シリーズ 

2020年代
- 爆丸アーマードアライアンス（2021年、イチロー・カザミ）
- テイルズ オブ ルミナリア The Fateful Crossroad（2022年、バスチアン・フォルジュ）
- TVアニメ「プラチナエンド」解説動画 おしえて!てんしーず（2022年、ヤゼリ）
- スプリガン（2022年、ラリー・マーカスン）
- Fate/Grand Order 藤丸立香はわからない（2023年、へシアン・ロボ）
- 餓狼伝: The Way of the Lone Wolf（2024年、藤巻十三）

### ゲーム
2007年
- Gears of War（ミン・ヤン・キム）

2008年
- メタルギアオンライン（男性VOICE D）
- メタルギアソリッド4（敵兵）

2009年
- NARUTO -ナルト- 疾風伝 ナルティメットアクセル3（月隠れの里長）
- ファイナルファンタジーXIII

2010年
- 斬撃のREGINLEIV（エインヘイリヤルD、北の村人〈男〉B）

2011年
- エルシャダイ（ルシフェル）
- セブンスドラゴン2020
- みらくる☆パーティー -不思議の幻想郷2-（森近霖之助、霖之助ロボ・改）

2012年
- 第2次スーパーロボット大戦OG（イグニス）
- 東京バベル（アスタロト）
- NARUTO -ナルト- 疾風伝 ナルティメットストームジェネレーション（ダルイ）
- ブレイブリーデフォルト フライングフェアリー（リングアベル / アナゼル・ディー）
- みらくる超パーティー -早苗と天子の幻想迷宮-（森近霖之助、霖之助ロボ・改）
- 龍が如く5 夢、叶えし者（荻田冠）

2013年
- AKIBA'S TRIP2（輝月宗牙）
- 境界線上のホライゾン PORTABLE（フランシス・ドレイク）
- 月英学園 -kou-
- スーパーロボット大戦OGサーガ 魔装機神III PRIDE OF JUSTICE（バッシュ・ザレイド）
- スーパーロボット大戦UX（スクラッグ兵士、キメラ）
- セブンスドラゴン2020-II
- NARUTO -ナルト- 疾風伝 ナルティメットストーム3（ダルイ）
- VitaminR（ベートーベン）
- ブレイブリーデフォルト フォーザ・シークウェル（リングアベル / アナゼル・ディー）
- マブラヴ オルタネイティヴ トータル・イクリプス（ガイロス・マクラウド少尉）
- メタルギア ライジング リベンジェンス
- メタルマックス4 〜月光のディーヴァ〜（ギブ〈ギブスン博士〉、ポロ）

2014年
- Enkeltbillet（高階修平）
- 忍び、恋うつつ（藤原貴家）
- 戦国無双 Chronicle 3（片倉小十郎、上杉景勝）
- 戦国無双4（片倉小十郎、上杉景勝）
- ソニプロ（マネージャー）
- NARUTO -ナルト- 疾風伝 ナルティメットストームレボリューション（ダルイ）
- ヒーローバンク（由利露藩）
- モット! ソニコミ（マネージャー）
- DRAMAtical Murder re:code（蓮）
- 不思議の幻想郷3（森近霖之助）
- ボクとセカイのユークリッド（ドクターSOS）
- 龍が如く 維新!（鈴木三樹三郎）

2015年
- 憂世ノ志士（勝海舟）
- グランブルーファンタジー（2015年 - 2024年、バウタオーダ、ジャッジメント）
- 幻影異聞録♯FE（ドーガ）
- 忍び、恋うつつ ― 雪月花恋絵巻 ―（藤原貴家）
- セブンスドラゴンIII code:VFD
- 戦国無双4-II（片倉小十郎、上杉景勝）
- 戦国無双4 Empires（片倉小十郎、上杉景勝）
- ソードアート・オンライン -ロスト・ソング-（スメラギ）
- 不思議の幻想郷 -THE TOWER OF DESIRE-（森近霖之助）
- ブレイブリーセカンド（アナゼル・ディー）
- リリーと魔神の物語（フリッツ・オットーリンク）

2016年
- 暗殺教室 アサシン育成計画!!（シロ）
- オーバーウォッチ（リーパー）
- Collar×Malice（森丘創）
- クイズRPG 魔法使いと黒猫のウィズ（2016年 - 2025年、ロードメア、ディルクルム）
- Shadowverse（ソウルディーラー、沈黙の魔将、バーバリックデーモン、フォートレスガード、フォレストジャイアント）
- 神撃のバハムート（レイヴン）
- NARUTO -ナルト- 疾風伝 ナルティメットストーム4（ダルイ）
- ハイキュー!! Cross team match!（牛島若利）
- 猛獣たちとお姫様（フベルト）
- Life Is Strange（フランク）
- リゾートへようこそ 〜総支配人は恋をする〜（大山真咲）

2017年
- ファイアーエムブレム ヒーローズ（ドーガ）
- Fate/Grand Order（2017年 - 2024年、新宿のアヴェンジャー〈ヘシアン・ロボ〉、アレッサンドロ・ディ・カリオストロ）
- アクセル・ワールド VS ソードアート・オンライン 千年の黄昏（スメラギ）
- ARMS（キッドコブラ）
- ファイナルファンタジーXIV 紅蓮のリベレーター（タンスイ、マキシマ）
- ストリートファイターV（アビゲイル）
- 逆転オセロニア（ヘパイストス）
- ザ・ロストチャイルド（ルシフェル）
- 猛獣たちとお姫様 〜in blossom〜（フベルト）
- 巨影都市（大塚秀靖）
- 真・女神転生 DEEP STRANGE JOURNEY（ブレア）

2018年
- Life Is Strange: Before the Storm（フランク）
- 真紅の焔 真田忍法帳（根津甚八）
- Collar×Malice -Unlimited-（森丘創）
- 無双OROCHI 3（片倉小十郎、上杉景勝）
- Sdorica（ロジャー）
- グランドチェイス -次元の追跡者-（ベライル）
- ワールドエンドヒーローズ（志藤正義）

2019年
- チョコボの不思議なダンジョン エブリバディ!（ヴォルグ）
- EVE rebirth terror（リバー）
- 妖怪ウォッチ4 ぼくらは同じ空を見上げている / 4++（河童 / 河童王サゴジョウ、風神）
- ライザのアトリエ 〜常闇の女王と秘密の隠れ家〜（モリッツ・ブルネン）
- グリムエコーズ（キルケゴール）
- 陰陽師本格幻想RPG（久次良）
- CARAVAN STORIES（フィッツバルト）
- Dusk Diver 酉閃町 -ダスクダイバー ユウセンチョウ-（リーオウ）
- 不思議の幻想郷 -ロータスラビリンス-（森近霖之助）
- ブラックスター -Theater Starless-（ソテツ）
- 時の歌-終焉なきソナタ-（カーロス）

2020年
- 東京放課後サモナーズ（犬田小文吾ヤスヨリ、ペルーン）
- ディズニー ツイステッドワンダーランド（アシュトン・バルガス）
- キャプテン翼 RISE OF NEW CHAMPIONS（ロブソン）
- 真・女神転生III NOCTURNE HD REMASTER
- ゼルダ無双 厄災の黙示録
- ホーンテッド・オバケストラ Vol.1 Awaking（スティーグ）
- ライザのアトリエ2 〜失われた伝承と秘密の妖精〜（モリッツ・ブルネン）

2021年
- 百鬼異聞録〜妖怪カードバトル〜（久次良）
- ジャックジャンヌ（長山山門）
- 異世界に転生したら伝説の勇者（受）でした!?（ベンヤミン）
- アンジェリーク ルミナライズ（ロレンツォ）
- SCARLET NEXUS（ゲンマ・ギャリソン）
- ハヴァナクシア（2021年、フリーク、マクガレッツ）
- スーパーロボット大戦30（あしゅら男爵〈男〉）
- 共闘ことばRPG コトダマン（2021年 - 2022年、牛島若利、クローギー）
- ニーア リィンカーネーション（赤さん）

2022年
- Dusk Diver 2 崑崙靈動（リーオウ）
- ホーンテッド・オバケストラ Vol.2 Bianke（スティーグ）
- ドラゴンクエストX 天星の英雄たち オンライン（大魔王ゴダ）
- スターオーシャン6 THE DIVINE FORCE（アントニオ・ローレンス）
- ガールフレンド（仮）（悪サンバ男）

2023年
- ライザのアトリエ3 〜終わりの錬金術士と秘密の鍵〜（モリッツ・ブルネン）
- 麻雀格闘倶楽部Sp（原田克美）
- ライブ・ア・ヒーロー!（オブシディウス）
- フォートナイト（「Electrify the world」、MASA）
- DesperaDrops / デスペラドロップス（ジブ・ヴァルツァー）
- ドラゴンクエストモンスターズ3 魔族の王子とエルフの旅（パーシヴァル）

2024年
- 不思議の幻想郷 -FORESIGHT-（森近霖之助）
- 銀河英雄伝説 Die Neue Saga（アーダルベルト・フォン・ファーレンハイト）

2025年
- 真・三國無双 ORIGINS（張角）
- ゼンレスゾーンゼロ（潘引壺）
- 魔法使いの嫁 盛夏の幻と夢見る旅路（エリアス）
- RAIDOU Remastered: 超力兵団奇譚（大道寺清）

### ドラマCD
- 恋のまんなか（千歳の父、男）
- ダブルクロスThe 3rd Edition ドラマCD・デイズ（藤堂斗月）
- 魔法使いの嫁（エリアス・エインズワース[161]）※第5巻初回限定版付属CD
- 幼女戦記（シュワルコフ）※第3巻購入特典ダウンロードURL
- ラブミースルーザナイト（顧問）
- 被虐のノエルSEASON 0 〜叛逆〜（ジーノ・ロレンツィ）※2019年4月24日に東宝より発売
- Paradox Live（西門直明[162]）
- 組長娘と世話係（桜樹一彦）

### BLCD
- 犬も喰わない（庄司）
- SASRA 3
- 片恋。-片想いからはじめました- vol.3 10歳差の彼に片恋。（数住斗真）
- 花鳥風月（平岡克也）
- 彼らの恋の行方をただひたすらに見守るCD「男子高校生、はじめての」〜第3弾 生徒会役員の密かな謀〜（参納秋彦[163]）
- 彼らの恋の行方をただひたすらに見守るCD「男子高校生、はじめての」after Disc〜交際中!〜（参納秋彦）
- KEEP OUT（ルーク）
- クロネコ彼氏の愛し方 ドラマCD（正人）
- クロネコ彼氏のアソビ方（正人）
- クロネコ彼氏のあふれ方（正人）
- クロネコ彼氏の甘え方（正人）
- クロネコ彼氏の啼かせ方（正人）
- 恋の話がしたい（ゲイの男性）
- コヨーテ I II III（キーファー）
- 滴る牡丹に愛〜レオパード白書 3〜（城島）
- 仁義 VS 堅気2（男）
- その男、侵入禁止!（緒形瑞希）※正確にはCDではなくデータ配信[164]
- デコイ 迷鳥 デコイシリーズ 2（美園）
- トゥルース（古島泰成）
- DRAMAtical Murder Drama CD Vol.1 - 5（蓮[165]）
- バスルームより愛を込めて〜目眩く受難は蜜の味〜（水野繁）
- バスルームより愛を込めて2 〜降りかかる受難は蜜のしずく〜 ありえない連鎖∞これってマジ現実?（水野繁）
- パパ’s アサシン。〜龍之介は飛んでゆく。〜（ヴィス）
- B級グルメ倶楽部番外編〜お見舞いは何がお好き?〜（田中）
- 酷くしないで4・5（緑川）
- 魔彼 MAKARE〜魔は来たりて彼を堕とす〜 天編「Zorn」（ケムエル）
- 魔女っ子少年マジカルピース ドラマCD 〜大正103年・巡る5つの時間軸〜（櫻井総帥）
- 蜜肌美人（安達航洋）
- もみチュパ雄っぱぶ♂タイム（多田）
- よるとあさの歌（いおり）

### 吹き替え

#### 映画
- アブソロン（グリア警部補）
- アルマゲドン2009
- 愛しのベス・クーパー（ケヴィン）
- インターメディオ（デイトン）
- Winner Takes All ウイナー・テイクス・オール（ヴァーノン）
- グランド・クロス ドゥームズデイ・プロフェシー（エリック・フォックス〈A・J・バックリー〉）
- 公共の敵2 あらたなる闘い（ソン・ジョンフン）
- サージェント･ペッパーぼくの友だち（消防士）
- ザ・コマンド（エメリヤノフ）
- THE LABEL ザ・レーベル（JD）
- セックス イズ ゼロ2（サンウ）
- デスクロウ（レイ〈レイ・ガレゴス〉）
- 大統領暗殺（ルシンスキ）
- 天使と悪魔（隊員）
- ドラゴン・アイ（マルコム）
- ドラゴン・キングダム（使者）
- トルネード（ワグナー牧師）
- なつかしの庭
- ニンジャ VS カンフー（ダークモンク）
- バリスティック
- ヒットエンドラン（チャーリー）
- フェイク
- ブラインド・フィアー（チャド）
- フラッグ･オブ･ソルジャーズ 勝利なき戦場（マーフィー）
- マンディ・レイン 血まみれ金髪女子高生（バード）
- 無ケーカクの命中男/ノックトアップ（マーティン）
- メガ・パイソン（ウィルソン軍曹）
- ユゴ 大統領有故（ヨンフン）
- レイン・オブ・アサシン（阿生〈チョン・ウソン〉）

#### ドラマ
- クリミナル・マインド FBI行動分析課（刑事）
- グレイズ・アナトミー 恋の解剖学3
- ゴシップガール シーズン5（ジャック・バス）
- The Hills（ダグ）
- 三国志 赤壁の戦い レッド・クリフのすべて（張遼）
- UFC登竜門 ジ・アルティメット・ファイター9（ジェームズ・ウィルクス）
- CSI:マイアミ
- ジェリコ 閉ざされた街（ラッセル）
- TOUCH/タッチ
- 24 -TWENTY FOUR- シーズン7
- 特殊能力捜査官 ペインキラー・ジェーン（コナー・キング）
- NY ガールズ・ダイアリー 大胆不敵な私たち（アレックス）
- PAN AM/パンナム
- プライベート・プラクティス 迷えるオトナたち（アラン）
- MAD MEN
- ワイヤー・イン・ザ・ブラッド（ティム・エクルス）
- ONE PIECE（2023年、Mr.7）

#### アニメ
- ザ・バットマン（ホークマン）
- スター・ウォーズ/クローン・ウォーズ（サヴァージ・オプレス）
- スター・ウォーズ レジスタンス（ジャレク・イェーガ[166]）
- トロールズ バンド・トゥゲザー（ジョン・ドリー[167]）
- パウ・パトロール ザ・ムービー（ルーベン[168]）
- ヒックとドラゴン

### 特撮
- スーパー戦隊シリーズ
  - 獣電戦隊キョウリュウジャー（2014年、新・哀しみの戦騎アイスロンドの声[169]）
  - 騎士竜戦隊リュウソウジャー（2019年、モサレックスの声[170] / スピノサンダーの声、リュウソウカリバー音声[171]）
  - 劇場版 騎士竜戦隊リュウソウジャーVSルパンレンジャーVSパトレンジャー（2020年、モサレックスの声）
- 仮面ライダーガヴ（2024年 - 2025年、ブーシュ・ストマックの声[172]）

### ラジオ
※はインターネット配信。
- 東京バベル パンドラ放送部（2012年、音泉※）
- 魔法使いの嫁 Webラジオ
  - 『魔法使いの嫁』〜好きです!同人ラジオ〜[173]（2017年、アニメ公式サイト※・YouTube※）※テレビアニメの放送前に配信された。
  - 『魔法使いの嫁』公認同人WEBラジオ【〜好きです！同人ラジオ〜】[174]（2017年 - 2018年、アニメ公式サイト※・YouTube※）
  - 『魔法使いの嫁』〜好きです!同人ラジオ〜[175]（2018年、アニメ公式サイト※・YouTube※）※テレビアニメの放送後に配信。

### ナレーション
- 燈の守り人 灯台音声ガイド 島根県出雲市 出雲日御碕灯台[176]
- イングロリアス・バスターズ（TVスポット）
- 宇宙の秘密（BBC、2012年）
- NHKドキュメンタリー 〜大谷翔平 証言ドキュメント〜
- NHKニュースおはよう日本「朝ごはんの現場」
- 開拓者たち
- 韓ドラnavi
- 車いすラグビーワールドチャレンジ2019
- キズナでチャレンジ
- 月刊EXILE 付録DVD「Dream〜夢を追いかけて〜」
- 水道橋博士の80年代伝説（歌謡ポップスチャンネル）
- 女優おんせん
- 世界の競馬
- ソチ / 平昌 冬季オリンピック
- 大怪獣バトル ウルトラアドベンチャーNEO
- 楽しく学ぶ！世界動画ニュース
- ドキュメント 北京 MEDAL（2022年7月3日、NHK BS1）
- 土本典昭監督 追悼番組
- 徹底研究 いよいよ開幕!メジャーリーグ
- ノルディック世界選手権2019
- Bike impression DUCATI
- パラ競泳世界選手権2019
- フラールガーデン東京
- 北京 / ロンドン / リオデジャネイロオリンピック
- ペ・ヨンジュン密着番組
- レギュラー番組への道 あつまれ！数ぽよ。(1)、(2)(2022年3月18日、2022年3月25日、NHK BSP)
- レミオロメン（TVスポット）
- ロンドンオリンピック
- ワールドスポーツMLB（NHK BS1、月曜・木曜）
- 相続探偵 第6話（2025年3月1日、日本テレビ）[177]

### CMナレーション
- ガンプラ
- CALLING 〜黒き着信〜
- 3Dドットゲームヒーローズ
- ダイワ精工「エメラルダス」
- 2010 FIFA ワールドカップ 南アフリカ大会

### オーディオブック
- 佐治敬三と開高健最強のふたり（2017年、朗読[178]）
- 虐殺器官（2018年、朗読）
- ハーモニー〔新版〕（2019年、霧慧ヌァザ）

### 玩具
- 騎士竜戦隊リュウソウジャー DXリュウソウカリバー（2019年12月14日）
- 騎士竜戦隊リュウソウジャー リュウソウケン -MEMORIAL EDITION-（2020年9月）

### 舞台
- Paradox Live on Stage vol.2（2023年3月9日-19日） - 西門直明 役
- 朗読劇「35年目のラブレター」（2025年5月23日 - 25日〈予定〉） - 西畑保 役[179]

### その他コンテンツ
- アドベンチャーファミリー・ロッキーを越えて
- 8922（発掘人）（声旬!Ustream：2012年 - 2013年）
- 歴史に残る空中戦（解説役:ポール・モガ、ディスカバリー・チャンネル、2012年）
- パーフェクトワールド（dTV、コミックアニメ、2018年（♯21 - ）、高木圭吾）
- クレシェンド（LisBo、オーディオドラマ、2019年[180][181]、ダンカン少佐[182]）
- MILGRAM -ミルグラム-（2020年、カズイ〈椋原一威〉[183]）
- 声劇「燈の守り人 ～明治開国編～」（朗読劇、2021年、東朔之丞）
- 燈の守り人～幻想夜話〜（ボイスドラマ、2021年、出雲日御碕灯台[176][184]）

## ディスコグラフィ

### キャラクターソング
| 発売日   | 商品名                                                    | 歌 | 楽曲                                                | 備考                                                         |
| 2011年   | 2011年                                                    | 2011年 | 2011年                                              | 2011年                                                       |
| -------- | --------------------------------------------------------- | --- | --------------------------------------------------- | ------------------------------------------------------------ |
| 11月5日  | 日常の合唱曲                                              | 高崎先生（稲田徹）、桜井先生（小菅真美）、中村先生（水原薫）、桜井誠（比上孝浩）、関口ユリア（廣坂愛）、安中さん（佐土原かおり）、小木（竹内良太） | 「野生の馬」                                        | テレビアニメ『日常』エンディングテーマ                       |
| 2014年   |                                                           | |                                                     |                                                              |
| 3月19日  | EXIT TUNES PRESENTS ACTORS                                | 臼杵鷲帆（竹内良太） | 「ポーカーフェイス」                                | キャラクターCD『ACTORS』関連曲                               |
| 12月3日  | ACTORS-Extra Edition 3-feat.陽太、鷲帆、牧                | 臼杵鷲帆（竹内良太） | 「いろは唄」                                        | キャラクターCD『ACTORS』関連曲                               |
| 2015年   |                                                           | |                                                     |                                                              |
| 3月4日   | ACTORS-Deluxe Duet Edition-                               | 小田原牧（速水奨）、臼杵鷲帆（竹内良太） | 「嗚呼、素晴らしきニャン生」                        | キャラクターCD『ACTORS』関連曲                               |
| 3月18日  | EXIT TUNES PRESENTS ACTORS3                               | 丸目千熊（木村昴）、臼杵鷲帆（竹内良太） | 「しんでしまうとはなさけない！」                    | キャラクターCD『ACTORS』関連曲                               |
| 3月18日  | EXIT TUNES PRESENTS ACTORS3 限定盤                        | 円城寺三毛（小野友樹）、秋月甲斐（江口拓也）、丸目千熊（木村昴）、鑑香水月（野島健児）、臼杵鷲帆（竹内良太）                                       | 「千本桜」                                          | キャラクターCD『ACTORS』関連曲                               |
| 3月18日  | 戦国無双4 〜永遠の絆〜                                    | 伊達政宗（檜山修之）、片倉小十郎（竹内良太） | 「疾風怒涛 〜前だけを向いて行け！〜」               | ゲーム『戦国無双4』関連曲                                    |
| 12月2日  | EXIT TUNES PRESENTS ACTORS4                               | 臼杵鷲帆（竹内良太） | 「ショットガン・ラヴァーズ」                        | キャラクターCD『ACTORS』関連曲                               |
| 12月2日  | EXIT TUNES PRESENTS ACTORS4                               | 臼杵鷲帆（竹内良太）、鑑香水月（野島健児） | 「サンドリヨン」                                    | キャラクターCD『ACTORS』関連曲                               |
| 2016年   |                                                           | |                                                     |                                                              |
| 6月15日  | EXIT TUNES PRESENTS ACTORS5                               | 小田原牧（速水奨）、臼杵鷲帆（竹内良太） | 「リスキーゲーム」                                  | キャラクターCD『ACTORS』関連曲                               |
| 2019年   |                                                           | |                                                     |                                                              |
| 7月17日  | ACTORS 5th Anniversary Edition                            | 小田原牧（速水奨）、臼杵鷲帆（竹内良太） | 「リスキーゲーム（リアレンジ）」                    | キャラクターCD『ACTORS』関連曲                               |
| 10月2日  | EXIT TUNES PRESENTS ACTORS7                               | 臼杵鷲帆（竹内良太） | 「プロトディスコ」                                  | キャラクターCD『ACTORS』関連曲                               |
| 10月2日  | EXIT TUNES PRESENTS ACTORS7 通常盤                        | 円城寺三毛（小野友樹）、丸目千熊（木村昴）、秋月甲斐（江口拓也）、臼杵鷲帆（竹内良太）                                                             | 「神のまにまに」                                    | キャラクターCD『ACTORS』関連曲                               |
| 2020年   |                                                           | |                                                     |                                                              |
| 2月12日  | Paradox Live Opening Show                                 | The Cat's Whiskers | 「MASTER OF MUSIC」                                 | キャラクターCD『Paradox Live』関連曲                         |
| 5月8日   | Paradox Live Stage Battle "JUSTICE"                       | The Cat's Whiskers | 「Faith」                                           | キャラクターCD『Paradox Live』関連曲                         |
| 5月20日  | ACTORS-Singing Contest Edition-sideA                      | 臼杵鷲帆（竹内良太） | 「蜜月アン・ドゥ・トロワ」                          | キャラクターCD『ACTORS』関連曲                               |
| 7月29日  | Paradox Live Stage Battle "PRIDE"                         | The Cat's Whiskers | 「4 REAL」                                          | キャラクターCD『Paradox Live』関連曲                         |
| 11月25日 | Paradox Live Exhibition Show                              | The Cat's Whiskers | 「Life Is Beautiful」                               | キャラクターCD『Paradox Live』関連曲                         |
| 11月25日 | Paradox Live Exhibition Show -The Cat's Whiskers-         | The Cat's Whiskers feat. ミッチェル和馬 | 「My Sweetest Love」                                | キャラクターCD『Paradox Live』関連曲                         |
| 2021年   |                                                           | |                                                     |                                                              |
| 1月27日  | Paradox Live Stage Battle "LOVE"                          | The Cat's Whiskers | 「Mercy On Me」                                     | キャラクターCD『Paradox Live』関連曲                         |
| 2月24日  | DESIGNED BY HEAVEN!                                       | パライソ☆社員スターズ | 「DESIGNED BY HEAVEN!」                             | テレビアニメ『天地創造デザイン部』エンディングテーマ         |
| 2月24日  | DESIGNED BY HEAVEN!                                       | パライソ☆社員スターズ | 「DESIGNED BY HEAVEN!＜Ad-Option Remix＞」          | テレビアニメ『天地創造デザイン部』関連曲                     |
| 3月10日  | ヴォーカル集 アンジェリーク ルミナライズ Sparkle!         | ロレンツォ（竹内良太） | 「蒼いmonochrome」                                  | ゲーム『アンジェリーク ルミナライズ』関連曲                  |
| 3月31日  | Paradox Live 1st album "TRAP"                             | The Cat's Whiskers | 「One Shot One Kill」                               | キャラクターCD『Paradox Live』関連曲                         |
| 3月31日  | Paradox Live 1st album "TRAP"                             | BAE、The Cat's Whiskers、cozmez、悪漢奴等 | 「Rap Guerrilla -Paradox Live All ARTISTS-」        | キャラクターCD『Paradox Live』関連曲                         |
| 3月31日  | half                                                      | カズイ（竹内良太） | 「half」                                            | 『MILGRAM -ミルグラム-』関連曲                               |
| 3月31日  | half                                                      | カズイ（竹内良太） | 「弱虫モンブラン」                                  | 『MILGRAM -ミルグラム-』関連曲                               |
| 9月29日  | Paradox Live Shuffle Team Show vol.1                      | New&Classic | 「New&Classic」                                     | キャラクターCD『Paradox Live』関連曲                         |
| 2022年   |                                                           | |                                                     |                                                              |
| 3月30日  | Paradox Live Opening Show-Road to Legend-                 | The Cat's Whiskers | 「Ride Out」                                        | キャラクターCD『Paradox Live』関連曲                         |
| 7月27日  | Paradox Live -Road to Legend- Round1 “FATE"               | The Cat's Whiskers | 「Shooting Arrows」                                 | キャラクターCD『Paradox Live』関連曲                         |
| 2023年   |                                                           | |                                                     |                                                              |
| 2月1日   | Paradox Live -Road to Legend- Consolation Match"SHOWDOWN" | BAE、The Cat's Whiskers 、cozmez、悪漢奴等、武雷管、VISTY、AMPRULE、1Nm8、 獄Luck                                                                  | 「Rap Guerrilla Reload -Paradox Live All ARTISTS-」 | キャラクターCD『Paradox Live』関連曲                         |
| 4月26日  | Paradox Live -Road to Legend- Round2 “WILL"               | The Cat's Whiskers | 「No Matter What」                                  | キャラクターCD『Paradox Live』関連曲                         |
| 7月26日  | Cat                                                       | カズイ（CV:竹内良太） | 「Cat」                                             | 『MILGRAM -ミルグラム-』関連曲                               |
| 7月26日  | Cat                                                       | カズイ（CV:竹内良太） | 「ネオネオン -カズイ Cover-」                       | 『MILGRAM -ミルグラム-』関連曲                               |
| 11月22日 | Paradox Live THE ANIMATION Opening Track「RISE UP」       | BAE、The Cat's Whiskers 、cozmez、悪漢奴等 | 「RISE UP」                                         | テレビアニメ『Paradox Live THE ANIMATION』オープニングテーマ |
| 2024年   |                                                           | |                                                     |                                                              |
| 2月28日  | Paradox Live THE ANIMATION Original Sound Track           | BAE、The Cat's Whiskers 、悪漢奴等 | 「LAST VERSE」                                      | テレビアニメ『Paradox Live THE ANIMATION』第12話挿入歌       |
| 3月27日  | Paradox Live 3rd album "ANTHEM"                           | The Cat's Whiskers | 「Get It Back」                                     | キャラクターCD『Paradox Live』関連曲                         |

### シリーズ一覧
1. ↑  第1期（2011年）、第4期『雪ノ果篇』（2024年）、第4期『終夜篇』（2025年）
2. ↑  第1期（2011年 - 2012年）、第2期『eS』（2012年 - 2013年）
3. ↑  第2期『NEW』（2013年）、第3期『BorN』（2015年）、第4期『HERO』（2018年）
4. ↑  特別番組『戦国無双SP 〜真田の章〜』（2014年3月21日）、テレビシリーズ『戦国無双』（2015年）
5. ↑  第1期（2014年）、第2期『セカンドシーズン』（2015年 - 2016年）、第3期『烏野高校 VS 白鳥沢学園高校』（2016年）、第4期『TO THE TOP』第1クール（2020年）、第4期『TO THE TOP』第2クール（2020年）
6. ↑  【デュエル・マスターズ（2017年版）】

第1期（2017年）、第3期『デュエル・マスターズ!!』（2019年）

【デュエル・マスターズ キング】

第3期『キングMAX』（2022年）
7. ↑  第2期（2017年）、第4期（2020年）
8. ↑  SEASON1（2017年 - 2018年）、SEASON2（2023年）、SEASON2第2クール（2023年）
9. ↑  第3期後半『餐ノ皿 遠月列車篇』（2018年）、第4期『神ノ皿』（2019年）、第5期『豪ノ皿』（2020年）
10. ↑  第1シーズン（2018年）、第2シーズン（2019年）
11. ↑  第1期（2019年）、第3期『NEW WORLD』（2023年）
12. ↑  SEASON 1（2019年）、SEASON 2（2023年）
13. ↑  第1クール（2022年）、第3クール『-相剋譚-』（2024年）
14. ↑  第1クール（2025年）、第2クール（2025年）
15. ↑  『前編』（2023年）、『後編』（2023年）
16. ↑  シーズン1（2019年）、シーズン2（2022年）、FINALシーズン（2023年）
17. ↑  シーズン1/パート2（2019年）、シーズン2/パート1

### 初出話一覧
1. 1 2  第38話初出
2. ↑  第10話初出
3. 1 2 3 4 5  第1話初出
4. 1 2 3  第3話初出
5. 1 2 3  第4話初出
6. ↑  第9話初出
7. 1 2  第2話初出
8. ↑  第1444話初出
9. ↑  第13話初出
10. 1 2  第7話初出
11. ↑  第11話初出
12. ↑  第24話初出
13. ↑  第5話初出

### ユニットメンバー
1. 1 2 3 4 5 6 7 8 9 10 11 12  西門直明（竹内良太）、神林匋平（林勇）、棗リュウ（花江夏樹）、闇堂四季（寺島惇太）
2. ↑  下田（榎木淳弥）、上田（原由実）、土屋（井上和彦）、木村（梅原裕一郎）、水島（諏訪部順一）、金森（岸尾だいすけ）、冥戸（大空直美）、海原（竹内良太）、火口（泊明日菜）
3. 1 2 3 4  朱雀野アレン（梶原岳人）、燕夏準（村瀬歩）、アン・フォークナー（96猫）
4. 1 2 3  矢戸乃上珂波汰（小林裕介）、矢戸乃上那由汰（豊永利行）
5. 1 2 3 4  翠石依織（近藤孝行）、雅邦善（志麻）、征木北斎（土岐隼一）、円山玲央（矢野奨吾）、伊藤紗月（畠中祐）
6. ↑  朱雀野アレン（梶原岳人）、燕夏準（村瀬歩）、西門直明（竹内良太）、神林匋平（林勇）
7. ↑  九頭竜智生（小野賢章）、辰宮晴臣（諏訪部順一）
8. ↑  大和憧吾（中島ヨシキ）、緋景斗真（伊東歌詞太郎）、呉羽葵（愛美）、三洲寺甘太郎（住谷哲栄）
9. ↑  燕東夏（井上麻里奈）、白忠成（置鮎龍太郎）
10. ↑  御山京（天月）、イツキ（北村諒）、ロクタ（千葉翔也）
11. ↑  犬飼憂人（古川慎）、土佐凌牙（バトリ勝悟）、甲斐田紫音（立花慎之介）、御子柴賢太（小林千晃）